# Hubert Fisher

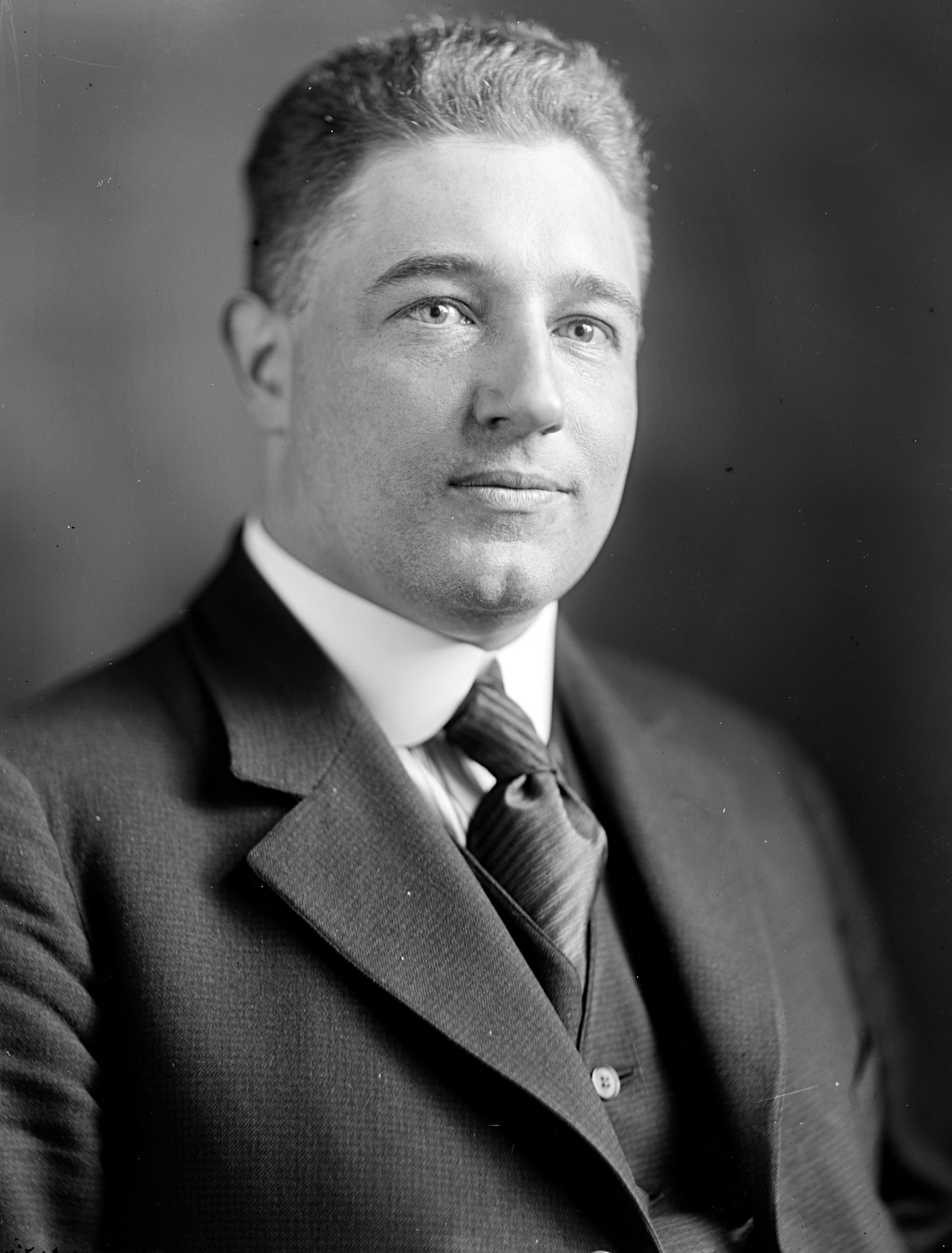
Hubert Fisher

Hubert Frederick Fisher (* 6. Oktober 1877 in Milton, Santa Rosa County, Florida; † 16. Juni 1941 in New York City) war ein US-amerikanischer Politiker. Zwischen 1917 und 1931 vertrat er den Bundesstaat Tennessee im US-Repräsentantenhaus.

## Werdegang
Hubert Fisher besuchte die öffentlichen Schulen seiner Heimat und studierte danach bis 1898 an der University of Mississippi in Oxford. Bis 1901 setzte er sein Studium an der Princeton University fort. Nach einem anschließenden Jurastudium und seiner im Jahr 1904 erfolgten Zulassung als Rechtsanwalt begann er in Memphis (Tennessee) in seinem neuen Beruf zu arbeiten. Gleichzeitig schlug er als Mitglied der Demokratischen Partei eine politische Laufbahn ein.
1912 war Fisher Delegierter zur Democratic National Convention in Baltimore, auf der Woodrow Wilson als Präsidentschaftskandidat nominiert wurde. In den Jahren 1913 und 1914 saß er im Senat von Tennessee. Zwischen 1914 und 1917 war Fisher Bundesstaatsanwalt für den westlichen Bezirk von Tennessee. Bei den Kongresswahlen des Jahres 1916 wurde er im zehnten Wahlbezirk seines Staates in das US-Repräsentantenhaus in Washington, D.C. gewählt, wo er am 4. März 1917 die Nachfolge des in den Senat gewechselten Kenneth McKellar antrat. Nach sechs Wiederwahlen konnte er bis zum 3. März 1931 sieben Legislaturperioden im Kongress absolvieren. In diese Zeit fiel der Erste Weltkrieg. In den Jahren 1919 und 1920 wurden der 18. und der 19. Verfassungszusatz verabschiedet.
Im Jahr 1930 verzichtete Hubert Fisher auf eine weitere Kandidatur. Aufgrund einer einsetzenden Taubheit musste er auch seinen Beruf als Rechtsanwalt aufgeben. Er zog nach Germantown in Tennessee, wo er sich als Gärtner betätigte. Er starb am 16. Juni 1941 während eines Besuchs in New York.